# Ichthyodes papuana
Ichthyodes papuana är en skalbaggsart som beskrevs av Stefan von Breuning 1939. Ichthyodes papuana ingår i släktet Ichthyodes och familjen långhorningar. Inga underarter finns listade i Catalogue of Life.